# 福井研介
福井 研介（ふくい けんすけ、1908年11月1日 - 2000年1月17日）は、日本の翻訳家。

## 生涯
岡山県生まれ。1940年、東京外国語学校専修科露語科修了。
1946年3月まで外務省に勤務。それ以降、ロシア児童文学などの翻訳を始めた。1955年の『エジプトの少年』で産経児童出版文化賞受賞。

## 著書
- 『ソヴェトの教育制度』（知識社、ソヴェト文化双書） 1949
- 『新しい人間・新しい教育』（日本評論社、新文化叢書） 1950
- 『魂の技師たちに』（東洋書館） 1952

## 翻訳
- 『解説共産主義における「左翼」 小児病』（エヌ・ウェ・トロプキン、岩崎書店、知識文庫） 1953
- 『共産主義の道徳』（エヌ・イ・ボルドゥイレフ、岩崎書店、知識文庫） 1953
- 『ソヴェト教育学』（オゴロドニコフ,シンビリョフ共著、共訳、青銅社） 1953
- 『ソヴェトの教育』（カラシニコフ、岩崎書店、知識文庫） 1953
- 『生産の三つの特徴』（エヌ・イ・リヤザンツェフ、岩崎書店、知識文庫） 1954
- 『ヴィーチャと学校友だち 』（ノーソフ、岩波少年文庫） 1954
- 『エジプトの少年』（M・マチエ、杉勇共訳、岩波少年文庫） 1955
- 『幼児のあそび 指導とその記録』（ジュコフスカヤ編著、編訳、三一書房） 1956
- 『ぴよぴよ一家』（ノーソフ、講談社、現代児童名作全集） 1958
- 『最初の悲しみ / 小鳥・ばら / 春』（フラエルマン / プーシキン / アイコフ、内田莉莎子共訳、東西五月社、少女世界名作全集7 ソビエト編） 1960
- 『せむしの小馬』（エルショーフ、講談社、世界名作童話全集） 1963
- 『クローシの冒険』（ルイバコフ、講談社、少年少女新世界文学全集25 ソビエト現代編3） 1964
- 『黒海の白帆』（ワレンチン・カターエフ、ポプラ社、世界の名著） 1968
- 『教師入門』（フョードル・ニカノロヴィチ・ゴノボリン、新評論） 1970
- 『子どもの想像力と創造』（ヴィゴツキー、新読書社） 1972
- 『物語マルクス・エンゲルス伝』1 - 5（セリブリャコワ、合同出版） 1972
- 『長鼻くんといううなぎの話』（イオシーホフ、松井孝爾絵、講談社） 1973
のち青い鳥文庫
- 『少女と鳥とひこうき』（ウラジミール・キセリョフ、北畑静子共訳、岩波書店） 1975
- 『ネズナイカのぼうけん』（ノーソフ、偕成社、偕成社文庫） 1976.8
- 『教育と教師について』（スホムリンスキー著、ソロベイチク編、伊集院俊隆・川野辺敏共訳、新読書社） 1977.10
- 『楽しい家族』（ノーソフ、偕成社、偕成社文庫） 1978.10
- 『はいいろくびのかも』（マーミン・シビリヤーク、麦書房、新編雨の日文庫） 1978.3
- 『トルストイの童話』（トルストイ、編訳、小学館） 1979.4
- 『集団の知恵と力』（スホムリンスキー、新読書社） 1980.9
- 『いきているぼうし』（エヌ・ノーソフ、新読書社、ソビエトの子どもの本シリーズ） 1981.11
- 『シューリクのまほう』（エヌ・ノーソフ、新読書社） 1982.1
- 『ゆかいな孫悟空』（劉進元編、再話、童牛社） 1982.6
- 『北の森の十二か月 スラトコフの自然誌』（ニコライ・スラトコフ、福音館書店、福音館のかがくのほん） 1997.10

## 参考
- 北の森の十二か月―スラトコフの自然誌〈上〉 - 紀伊國屋書店BokWeb